# مایان سفلی (طرقبه شاندیز)
مایان سفلی، روستایی در دهستان طرقبه بخش طرقبه شهرستان بینالود استان خراسان رضوی ایران است.

## جمعیت
بر پایه سرشماری عمومی نفوس و مسکن در سال ۱۳۹۵ جمعیت این روستا ۱۲۸ نفر (در ۱۰۶ خانوار) بوده است.